# Veronica sieboldiana
Veronica sieboldiana är en grobladsväxtart som beskrevs av Friedrich Anton Wilhelm Miquel. Veronica sieboldiana ingår i släktet veronikor, och familjen grobladsväxter. Inga underarter finns listade i Catalogue of Life.